# Candy Claws
Candy Claws es un grupo de dream pop estadounidense formado en Fort Collins, Colorado en 2007. Estaba conformada por Ryan Hover, Karen Hover y Hank Bertholf. Se disolvieron en 2015, poco después del lanzamiento de Ceres & Calypso in the Deep Time, a pesar de que este álbum resultó ser su trabajo más reconocido y famoso. Años después se volvieron a reunir en 2023 y lanzaron una nueva canción "Distortion Spear". Aunque se lanzó como parte del nuevo álbum de décimo aniversario de Ceres & Calypso in the Deep Time, sigue siendo una nueva grabación de la banda. 

## Historia
La banda se fundó en 2007 por Ryan Hover, Karen Hover (née McCormick) y Hank Bertholf. Los miembros compartían intereses en "la Musica electrónica, el shoegaze rock y el pop psicodélico clásico", la mayoría de sus letras están inspiradas en la historia natural . 
En 2009, la banda debutó con su álbum, In the Dream of the Sea Life, el cual, esta fuertemente inspirado en el libro de Rachel Carson, The Sea Around Us . Originalmente fue lanzado por el sello discográfico Wave Magic, luego con la ayuda del sello independiente irlandés fue relanzado y obtuvo críticas muy positivas de la prensa musical internacional. En 2010, Twosyllable Records lanzó el siguiente álbum de la banda, Hidden Lands, el cual toma de inspiración el libro The Secret Life of the Forest de Richard M. Ketchum . Durante este tiempo, Candy Claws también reunió a una banda de gira ampliada de ocho integrantes para presentaciones en vivo.  El tercer y último álbum de la banda, Ceres & Calypso in the Deep Time, fue lanzado en 2013. 
En 2014, Ryan y Karen formaron parte de una nueva banda, Sound of Ceres, con los miembros de The Apples in Stereo y The Drums .  Debutaron con, Nostalgia for Infinity en 2016. 
En 2023, la banda anunció un relanzamiento Por el décimo aniversario de Ceres & Calypso in the Deep Time, Este relanzamiento incluye "Distortion Spear", su primer sencillo en 12 años. 

## Miembros de la banda
- Ryan Hover — sintetizador, voz
- Hank Bertholf — guitarra, voz
- Karen Hover (McCormick): voz, percusión, teclados

## Discografía
Álbumes de estudio
- In the Dream of the Sea Life (2009)
- Hidden Lands (2010)
- Ceres &amp; Calypso in the Deep Time (2013)

EPs y sencillos
- Daytrotter Session (2010)
- Verana Summers (2011)
- "Distortion Spear" (2023)

Álbumes recopilatorios
- Glacier Prey (2009)
- Warm Forever (2010)

Otros lanzamientos
- Two Airships / Exploder Falls (2008) (an alternate soundtrack to Werner Herzog's film The White Diamond )
- Dreamland Sountrack - Season 1 (2011)
- Do You Ever Feel That Way (2012) (a Starflyer 59 cover, with Mike Adams At His Honest Weight)